# マウンテン・ライヴ 暗黒への挑戦
『マウンテン・ライヴ 暗黒への挑戦』（Live: The Road Goes Ever On）は、アメリカ合衆国のロック・バンドであるマウンテンの通算4作目のアルバム。彼等が1972年2月に解散した後、同年4月に発表された初のライブ・アルバムである。

## 解説

### 経緯
マウンテンは1970年にレコード・デビューし、2年間に計3作のアルバムを発表してアメリカのハード・ロック・バンドの代表格の一つになった。しかし1972年1月末、メンバーのフェリックス・パパラルディ（ベース、ヴォーカル）が慢性の聴覚異常などの様々な健康障害を理由にツアーに参加しないことを宣言したので、彼等は解散した。
本アルバムは、未発表の音源を編集した彼等初のライヴ・アルバムである。彼等が所属したウィンドフォール・レコードから同年4月に発表された。

### 内容
全4曲の収録曲の内訳は、1969年8月16日にウッドストック・フェスティバルで録音されたものが2曲、1971年12月14日のニューヨーク公演と1972年1月29日のロンドン公演で録音されたものがそれぞれ1曲である。
彼等がウッドストック・フェスティバルに出演したのは結成直後のことで、デビュー・アルバム『勝利への登攀』（1970年）の制作前に脱退した初代ドラマーのN.D.スマートが在籍していた。本アルバムに収録された2曲は、アルバム"Woodstock Two"（1971年）に収録された2曲とは異なる。「ロング・レッド」は、パパラルディとスマートが参加したウェスト初のソロ・アルバム『マウンテン』（1969年）の収録曲である。
残りの2曲は1971年11月に発表された前作『悪の華』のツアーのもので、2代目ドラマーのコーキー・レイングが参加している。「ナンタケット・スレイライド」は前々作『ナンタケット・スレイライド』（1971年）、「クロスローダー」は『悪の華』の収録曲で、いずれもパパラルディと彼の妻ゲイル・コリンズの共作である。
これまでのマウンテンのアルバムと同様、パパラルディがプロデュース、コリンズがジャケット・デザインを担当した。
アルバムが発表された年と同じ1972年に、「ウェイティング・トゥー・テイク・ユー・アウェイ」がシングル・カットされた。
CDにはボーナス・トラックとして、1970年3月20日にアトランタ・インターナショナル・ポップ・フェスティバルで録音されたT-ボーン・ウォーカー作「ストーミー・マンデイ」が収録された。

## 収録曲

### オリジナルLP
| #         | タイトル                                                                    | 作詞・作曲                                                    | 録音年月日・場所                                                              | 時間  |
| --------- | --------------------------------------------------------------------------- | ------------------------------------------------------------- | ----------------------------------------------------------------------------- | ----- |
| 1.        | 「ロング・レッド Long Red」                                                 | Leslie West, Felix Pappalardi, John Ventura, Norman Landsberg | 1969年8月16日 ニューヨーク州 サリバン郡 ベセル ウッドストック・フェスティバル | 5:50  |
| 2.        | 「ウェイティング・トゥー・テイク・ユー・アウェイ Waiting to Take You Away」 | West                                                          | 1969年8月16日 ニューヨーク州 サリバン郡 ベセル ウッドストック・フェスティバル | 4:40  |
| 3.        | 「クロスローダー Crossroader」                                              | Pappalerdi, Gail Collins                                      | 1972年1月29日 ロンドン レインボウ・シアター                                   | 6:20  |
| 合計時間: | 合計時間:                                                                   | 合計時間:                                                     | 合計時間:                                                                     | 16:50 |

| #         | タイトル                                            | 作詞・作曲          | 録音年月日・場所                                                          | 時間  |
| --------- | --------------------------------------------------- | ------------------- | ------------------------------------------------------------------------- | ----- |
| 1.        | 「ナンタケット・スレイライド Nantucket Sleighride」 | Pappalardi, Collins | 1971年12月14日 ニューヨーク州 ニューヨーク アカデミー・オブ・ミュージック | 17:38 |
| 合計時間: | 合計時間:                                           | 合計時間:           | 合計時間:                                                                 | 17:38 |

### CD
| #         | タイトル                                                                    | 作詞・作曲                                                    | 録音年月日・場所                                                              | 時間  |
| --------- | --------------------------------------------------------------------------- | ------------------------------------------------------------- | ----------------------------------------------------------------------------- | ----- |
| 1.        | 「ロング・レッド Long Red」                                                 | Leslie West, Felix Pappalardi, John Ventura, Norman Landsberg | 1969年8月16日 ニューヨーク州 サリバン郡 ベセル ウッドストック・フェスティバル | 5:50  |
| 2.        | 「ウェイティング・トゥー・テイク・ユー・アウェイ Waiting to Take You Away」 | West                                                          | 1969年8月16日 ニューヨーク州 サリバン郡 ベセル ウッドストック・フェスティバル | 4:40  |
| 3.        | 「クロスローダー Crossroader」                                              | Pappalardi, Gail Collins                                      | 1972年1月29日 ロンドン レインボウ・シアター                                   | 6:20  |
| 4.        | 「ナンタケット・スレイライド Nantucket Sleighride」                         | Pappalardi, Collins                                           | 1971年12月14日 ニューヨーク州 ニューヨーク アカデミー・オブ・ミュージック     | 17:38 |
| 5.        | 「ストーミー・マンデイ Stormy Monday」(ボーナス・トラック)                  | T-Bone Walker                                                 | 1970年7月3日 ジョージア州 バイロン アトランタ・ポップ・フェスティバル         | 19:27 |
| 合計時間: | 合計時間:                                                                   | 合計時間:                                                     | 合計時間:                                                                     | 53:55 |

## 参加ミュージシャン
※番号はCDのトラック・ナンバーを示す。
- レスリー・ウェスト　Leslie West – ボーカル、ギター
- フェリックス・パパラルディ　Felix Pappalardi – ボーカル、エレクトリックベース
- スティーヴ・ナイト　Steve Knight – キーボード
- N.D.スマート　N. D. Smart – ドラムス（1、2）
- コーキー・レイング　Corky Laing – ドラムス（3、4、5）